# Philippe Ferrandis
Philippe Ferrandis est un créateur français qui a initié la création de son entreprise éponyme en 1986. La Maison Ferrandis fabrique des bijoux fantaisie, des bijoux de luxe et des accessoires artisanaux.

## Historique
Philippe Ferrandis a grandi dans le sud de la France. Son père, sculpteur et peintre, lui a permis d'avoir un premier contact avec divers matériaux bruts. Philippe Ferrandis s'est ainsi familiarisé avec certaines techniques de maniement de ces matériaux, tels que la pierre, le bois et la terre, qui réapparaissent dans la plupart de ses collections. Durant sa jeunesse, il découvre une broche de Jacques Fath appartenant à sa grand-mère. Elle fut une grande source d'inspiration, situant ainsi son univers entre baroque et modernité.
Philippe Ferrandis a toujours été proche du monde de la mode. François Lesage, l'a qualifié de « l'un des derniers paruriers parisiens ».
Les prémices de la Maison remontent aux années 1980. Dès son arrivée à Paris, Philippe Ferrandis travaille dans plusieurs Maisons de mode. Il rencontre notamment des créateurs en vogue à l'époque. Il collabore avec Hubert de Givenchy accessoirise ses collections de Haute Couture à ses côtés.
En 1987, l'une de ses premières collections, nommée Vallauris fut remarquée par Candy Pratts Price. Elle est alors responsable de la rubrique "Accessoires" du Vogue Américain. Elle utilise les bijoux dans l'une des pages du magazineVogue le 1er mars 1991. Cette parution a permis à Philippe Ferrandis d'assurer une grande visibilité sur le marché américain et de s'ouvrir à un marché international.
Philippe Ferrandis est une entreprise parisienne. Elle s'est installée dans divers ateliers au sein de la capitale et réside aujourd'hui au Viaduc des Arts,,. C'est dans ses ateliers parisiens que les bijoux sont entièrement faits à la main. Philippe Ferrandis utilise une multitude de savoir-faire artisanaux. Le studio de création assure la conception des maquettes, la soudure, le polissage et toutes les étapes de finition. La Maison Philippe Ferrandis possède plusieurs boutiques à Paris,.
En 2011, l'entreprise a reçu le label Entreprise du Patrimoine Vivant (EPV) par le ministère de l'Économie, des Finances et de l'Industrie.

## Inspirations, Direction Artistique et Univers
La Maison sort deux collections par an, comprenant de nombreux thèmes. Ces thématiques sont variées. Les bijoux Philippe Ferrandis sont empreints d'histoire et s'inspirent également des civilisations passées, des trésors de la nature, ou de l'héritage de grands artistes.
Philippe Ferrandis est inspiré par des paruriers tels que Roger Scémama, Roger Jean-Pierre, ainsi que par de grandes Maisons de Couture Parisiennes. La marque affiche un univers à la fois baroque et contemporain, mariant les matières nobles et naturelles aux cristaux et au verre de Bohême.
Philippe Ferrandis utilise des pierres fines comme l'améthyste, la citrine, le cristal de roche ou le jade. Philippe Ferrandis se dit « artisan inspiré par le monde de l'art » ,.

## Collaborations
À partir de 1992, Philippe Ferrandis collabore avec la Maison Swarovski pour créer les collections Daniel Swarovski.
Philippe Ferrandis a également créé de nombreuses collections de bijoux pour le prêt-à-porter pour la Maison Nina Ricci, dès 1999, sous la direction artistique de Nathalie Gervais.
L'atelier Philippe Ferrandis a dessiné des bijoux pour la Maison Balmain jusqu'en 2003.
En 2003, la chanteuse Beyoncé pose dans le magazine ELLE (États-Unis) vêtue par Jean-Louis Scherrer, portant le diadème Josephine créé par Philippe Ferrandis en 2003.
En 2024, Philippe Ferrandis a collaboré avec la Maison Guerlain pour confectionner des pièces autour du Flacon aux Abeilles. Il présente deux éditions limitées : Cherry Blossom et Le Bouquet de la Mariée.

## Collections
Chaque année, Philippe Ferrandis crée une collection d'hiver et une collection d'été. Elles se composent d'environ 300 pièces chacune.
Chronologie des collections : 
La première collection de Philippe Ferrandis, appelée « Nil », fut fortement influencée par l'Égypte.
En 1987, Philippe Ferrandis crée la collection Vallauris, en hommage aux artisans de sa Provence et aux grands artistes comme Pablo Picasso et au cubisme.
En 1990, la collection Éole, marquée par une forte influence mythologique, voit le jour. Pour cette collection, la Maison Philippe Ferrandis a travaillé avec des artisans français de la verrerie de Biot pour confectionner des pastilles de verre soufflé.
D'autres collections s'inspirent d'événements historiques. Par exemple, la collection Antique en 1992 s'inspire de la découverte des trésors de Pompéi.

## Cinéma, théâtre et musique
La singularité des bijoux Philippe Ferrandis lui a ouvert une voie vers le monde du cinéma et du théâtre. Il a créé des pièces pour plusieurs actrices. On retrouve par exemple Marisa Berenson, Sigourney Weaver ou Marianne James.
Ses bijoux apparaissent dans plusieurs comédies musicales, telles que Roméo et Juliette ou Cléopâtre. Les bijoux de la Maison se retrouvent dans le film Le Pacte des Loups ou encore dans plusieurs pièces de théâtre comme La Dame aux Camélias, où le collier Place Vendôme est porté par Isabelle Adjani. La costumière Dominique Borg a également utilisé les créations de Philippe Ferrandis pour accessoiriser ses acteurs.
En 2024, les bijoux Philippe Ferrandis sont portés dans Emily in Paris, série diffusée sur Netflix. L'actrice Ashley Park, qui joue le personnage de Mindy Chen porte les bijoux dans la saison 4, épisode 8. Le stylisme est dirigé par Marylin Fitoussi.
En 2023, l'actrice américaine Sigourney Weaver a porté les bijoux Philippe Ferrandis lors d'un défilé Givenchy. Les chanteuses du monde de l'opéra, comme la soprano Faustine de Monès, la soprano Fabienne Conrad, la soprano Chloé Chaume ou encore la mezzo-soprano Marie Karral, portent fréquemment les colliers de la Maison Philippe Ferrandis lors de leurs apparitions sur la scène musicale française. Philippe Ferrandis collabore notamment avec le festival annuel Musiques en Fête à Orange.

## Œuvre
Le 28 novembre 2013, l'éditeur Assouline publie un livre sur Philippe Ferrandis. L'auteure et journaliste Carine Loeillet rédige cet ouvrage de 78 pages. Il est illustré par des photos d'Olivier Lecompte.